# Felicia Farr
Felicia Farr (nacida Olive Dines; Condado de Westchester, Nueva York; 4 de octubre de 1932) es una actriz estadounidense.

## Trayectoria
Farr comenzó su carrera como modelo fotográfica a lo largo de los años cincuenta, una actividad que continuó también en la década de los sesenta. Tras varias apariciones sin importancia en el cine, en 1955 consiguió su primer papel importante en la película Jubal de Delmer Daves, donde interpretaba a la joven que liberaba al protagonista (Glenn Ford) de los lazos de la adúltera interpretada por Valerie French.
Al año siguiente es la protagonista femenina de otro western, The First Texan (Libertad o muerte), de Byron Haskin, una seudobiografía de Sam Houston, donde Joel McCrea interpretaba al insigne general. Sigue con los westerns y su siguiente papel protagonista también de 1956 es La ley del talión de Delmer Daves y con Richard Widmark de compañero de reparto. Termina el año con un nuevo western, Reprisal!, dirigido por George Sherman y con Guy Madison como protagonista. Y en 1958 y de nuevo dentro del western y con el director Delmer Daves llega una de sus películas más importantes, El tren de las 3:10, con Glenn Ford y Van Heflin como compañeros de reparto. 
A partir de ahí un par de películas menores, una comedia donde compartía papel con Walter Matthau y un western con Audie Murphy. En los sesenta pasa a trabajar en la televisión en series como Bonanza y Alfred Hitchcock presenta, entre otras. 
En 1962 contrae matrimonio con Jack Lemmon y en 1964 hace un fugaz regreso al cine con la comedia de Billy Wilder, Bésame, tonto, compartiendo cartel con Dean Martin y Kim Novak. Desde entonces y salvo escasas apariciones en el cine, sigue su carrera televisiva hasta que en 1986 se retira definitivamente de la interpretación.
- Datos: Q445079
- Multimedia: Felicia Farr / Q445079